# Джику, Александер
Александер Квабена Байду Джику (англ. Alexander Kwabena Baidooh Djiku; родился 9 августа 1994 года, Монпелье, Франция) — ганский футболист, защитник клуба «Фенербахче» и сборной Ганы. Участник чемпионата мира 2022 года.

## Клубная карьера

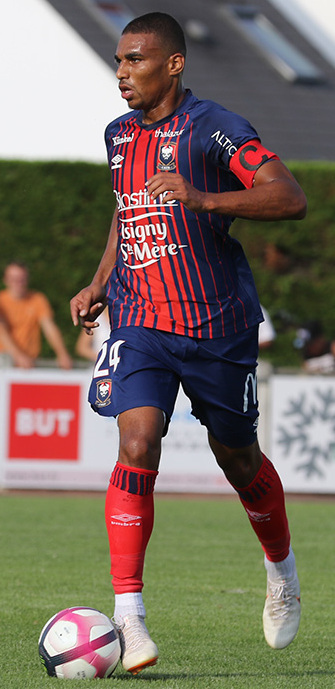
Джику в составе «Кана»

Джику — воспитанник клуба «Бастия». 18 декабря 2013 года в поединке Кубка французской лиги против «Эвиана» Александер дебютировал за основной состав. 3 декабря 2014 года в матче против «Эвиана» он дебютировал в Лиге 1. 21 декабря 2016 года в поединке против марсельского «Олимпика» Александер забил свой первый гол за «Бастию». Летом 2017 года Джику перешёл в «Кан», подписав контракт на 4 года. 5 августа в матче против «Монпелье» он дебютировал за новый клуб. 20 апреля 2019 года в поединке против «Ниццы» Александер забил свой первый гол за «Кан».
Летом 2019 года Джику перешёл в «Страсбур». Сумма трансфера составила 4,5 млн евро. 11 августа в матче против «Меца» он дебютировал за новый клуб. 9 февраля 2020 года в поединке против «Реймса» Александер забил свой первый гол за «Страсбур».

## Международная карьера
9 октября 2020 года в товарищеском матче против сборной Мали Джику дебютировал за сборную Ганы.
В 2021 году Джику попал в заявку на участие в Кубке Африки в Камеруне. На турнире он сыграл в матчах против Марокко, Габона и Комор. В поединке против коморцев Александер забил свой первый гол за национальную команду.
В 2022 году Джику принял участие в чемпионата мира в Катаре. На турнире он сыграл в матчах против команд Португалии и Южной Кореи.